# One-Minute-Paper
One-Minute-Papers (OMP, auch Ein-Minuten-Aufsatz oder Minute Paper) sind eine pädagogisch aktivierende Lehrmethode, die es Lernenden ermöglicht, innerhalb einer Minute ihr Verständnis eines bestimmten Themas oder einer Fragestellung schriftlich festzuhalten. Die Methode wird häufig im Kontext von Schulen, Hochschulen und Weiterbildungsangeboten eingesetzt, um den Lernprozess zu fördern, den Wissenserwerb zu reflektieren und die Kommunikation zwischen Lernenden und Lehrenden zu verbessern.

## Hintergrund
One-Minute-Papers haben ihren Ursprung in den 1980er Jahren in den USA und basieren auf der Idee, dass das Schreiben von kurzen Texten dazu beiträgt, den Lehrstoff zu verinnerlichen und kritisch zu reflektieren. Die Methode findet ihre theoretische Grundlage im Konstruktivismus und in verschiedenen Lerntheorien, die betonen, dass das aktive Auseinandersetzen mit Wissen und das Formulieren eigener Gedanken den Lernprozess fördern.

## Durchführung
Die Durchführung eines One-Minute-Papers kann in verschiedenen Phasen einer Unterrichtseinheit oder eines Seminars erfolgen. Typischerweise wird die Methode am Ende einer Einheit angewendet, um den Lernenden die Möglichkeit zu geben, das Gelernte kurz zusammenzufassen und eventuelle Fragen oder Unklarheiten zu äußern. Die Lehrperson stellt dazu eine oder mehrere Fragen zu einem Thema oder einer Fragestellung, die die Lernenden innerhalb einer Minute beantworten sollen. Die Antworten werden auf einem Blatt Papier oder digital festgehalten (häufig unter Nutzung von Lernplattformen) und anschließend zumeist vom Lehrer oder Dozenten gesammelt und ausgewertet. Alternativ können die Lernenden diese Artefakte für sich schreiben, um im Nachgang über den Lernfortschritt zu reflektieren.

## Ziele und Vorteile
Die One-Minute-Paper-Methode verfolgt mehrere Ziele:
- Förderung des Lernprozesses: Das schnelle und zielgerichtete Schreiben ermöglicht es den Lernenden, sich intensiv mit dem Gelernten auseinanderzusetzen und das Wissen zu verinnerlichen.
- Reflexion des Wissenserwerbs: Die Lernenden erhalten die Gelegenheit, ihr Verständnis des Stoffes zu überprüfen und eventuelle Lücken oder Unklarheiten zu identifizieren.
- Verbesserung der Kommunikation: Durch das Einreichen der geschriebenen Antworten erhalten Lehrer und Dozenten einen direkten Einblick in das Verständnis der Lernenden und können entsprechend reagieren.
- Anpassung des Unterrichts: Werden die Papers eingesammelt, so kann die Lehrperson kann auf Basis der erhaltenen Antworten den weiteren Unterricht beim nächsten Zusammenkommen anpassen.

Ein Vorteil gegenüber mündlichen aktivierenden Methoden wie dem Blitzlicht oder einer Seminardiskussion besteht darin, dass beim One-Minute-Paper zunächst alle Teilnehmenden für sich schriftlich nachdenken, bevor die Ergebnisse öffentlich gemacht werden. So werden introvertierte, stillere Teilnehmende nicht von mündlich aktiveren Personen beeinflusst.

## Probleme und Nachteile
Stead berichtet in seinem Überblicksartikel, dass One-Minute-Papers nur wenige Nachteile haben. So müssen sie zunächst geübt werden, was mehr Zeit als die versprochene Minute und differenziertere Anleitung benötigt. Bei exzessivem Gebrauch können sie monoton sein. In großen Veranstaltungen ist der Leseaufwand für die Lehrperson hoch, und es kann zu der falschen Erwartung kommen, dass auf alle offenen Punkte aus den Dokumenten reagiert werden muss.

## Empirische Erforschung
Bislang scheint es keine empirische Übersichtsarbeit zum Nutzen des One-Minute-Papers zu geben, sondern lediglich einzelne Untersuchungen. Stead schließt aus seinem Literaturüberblick im Bereich wirtschaftswissenschaftlicher Lehre, dass One-Minute-Papers recht selten eingesetzt werden, die bisherigen empirischen Belege jedoch darauf hindeuten, dass regelmäßige One-Minute-Papers die Leistungen von Studierenden deutlich verbessern und die Methode von den Studierenden positiv bewertet wird. Zugleich berichtet er auch, dass die Rücklaufquoten in aufeinanderfolgenden Vorlesungswochen schnell sinken. Bei der Interpretation der positiven Leistungsergebnisse sollte bedacht werden, dass die Anzahl der Untersuchungen klein ist und ein Publikationsbias nicht ausgeschlossen werden kann.